# الجبل الأحمر

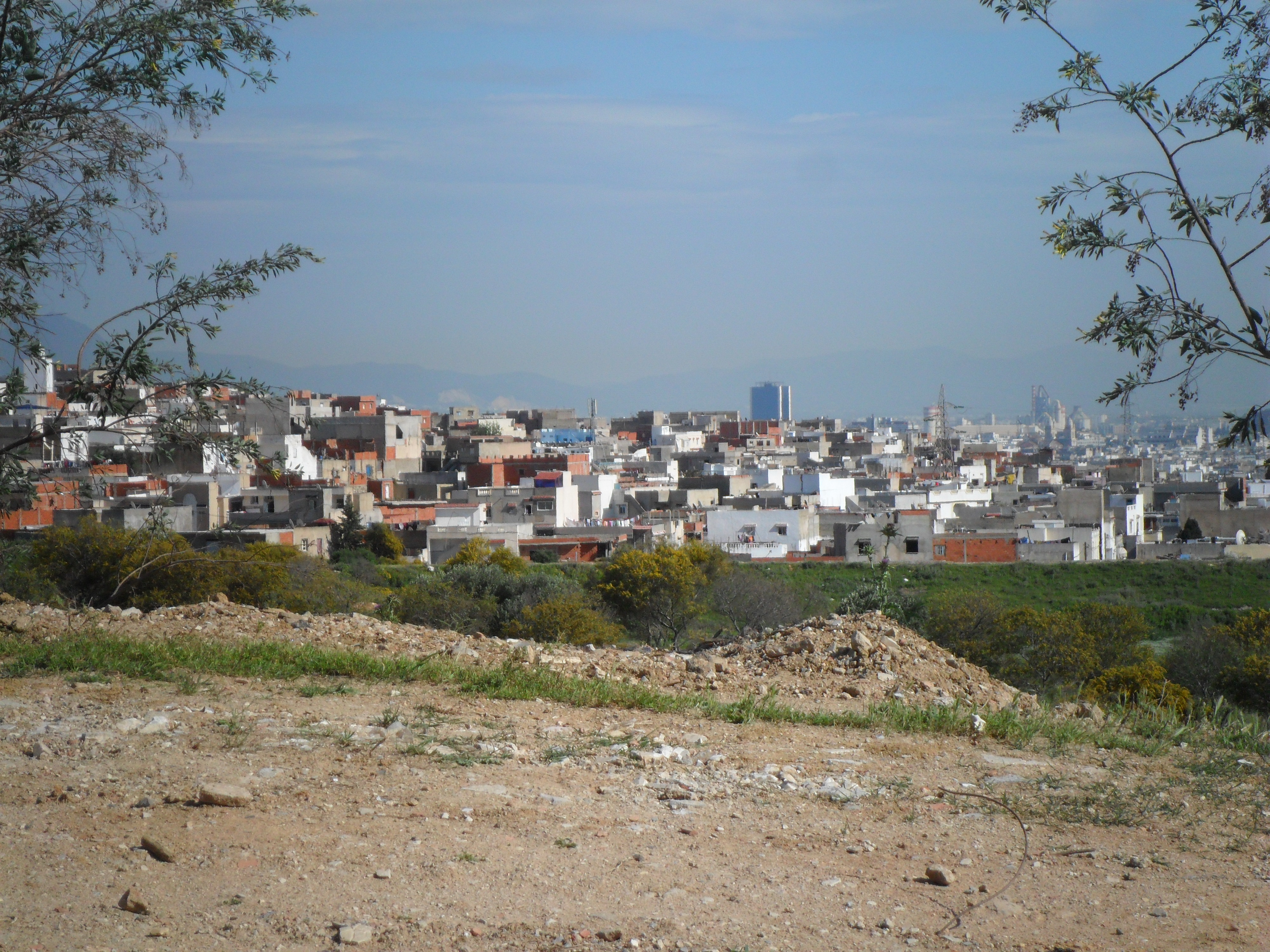
مشهد للجبل الأحمر من جهة شارع محمد البوعزيزي

الجبل الأحمر هو أحد الأحياء الشعبية يقع غربي تونس العاصمة، وكان يعتبر إلى جانب حي الملاسين من أكثر الأحياء صعوبة. 
- ظهر هذا الحي في الثلاثينات إلى غربي حي فرانسفيل الذي سيتحول فيما بعد إلى حي العمران، وقد اتخذ الجبل الأحمر في الخمسينات ملجأ لعناصر المقاومة المسلحة ضد الاستعمار الفرنسي. يمر قرب الحي شارع محمد البوعزيزي كما يمر المترو الخفيف بالمنطقة على مستوى محطة الرمانة.

## أصل التسمية
سُمي الجبل الأحمر بهذا الاسم نسبة إلى لون التربة الحمراء لذالك نلاحظ كثرة الاشجار والنباتات.